# Torment (комикс)
Torment (рус. Мучение) — сюжетная арка, написанная в 1990 году Тоддом Макфарлейном, охватывающая пять первых выпусков серии комиксов Peter Parker: Spider-Man издательства Marvel Comics.

## Сюжет
Ящер устраивает убийство на одном из складов города. Один из жертв успевает ранить Ящера, но тот всё равно убивает их. На следующий день, Человек-паук читает в газете о тройном убийстве, а ещё через день — о следующем, и на фотографиях с мест преступления на стене написана аббревиатура CNNR, из чего он делает вывод, что за всем этим стоит Ящер Курт Коннорс. Питер выслеживает его и нападает, но Ящер отбивается и выбрасывает его из окна здания. Питер замечает, что Ящер ведёт себя на редкость жестоко и позже выясняется, что Калипсо загипнотизировала Ящера, чтобы тот выполнял её приказы. Во время их схватки рушится здание, но думает, что Ящер погиб во время боя, либо не выдержав влияния Калипсо на его мозг, либо под обломками. В конце из Ист-Ривер поднимается чешуйчатая рука и становится ясно, что Ящер выжил.

## Отзывы
Продажи серии составили 2,65 миллиона копий, что стало самым высоким уровнем для комикса того времени. В 1991 году его рекорд побил  X-Force #1 Роба Лайфилда, который был продан в количестве 3,9 миллиона экземпляров, в спустя два месяца вышел X-Men #1 Джима Ли, число проданных копий которого достигло 7,5 миллионов. В течение года, трое художников-рекордсменов на волне популярности своих работ оставят Marvel и сформируют свою компанию — Image Comics, которая привела к буму в комикс-индустрии в середине 1990-х.
Однако, по мнению Дейва Уоллеса, обозревателя Comics Bulletin, коммерческий успех не означает признание критиков как самой работы Макфарлейна, так и его коллег, назвав их «неуклюжими, бесхитростными и претенциозными», а художественное оформление не убедительным для восприятия истории. Алекс Родрик из Comics Bulletin, напротив, положительной оценил работу художников, но отметил отсутствие последовательности в повествовании — переключение с человека на человека или начало повествования от третьего лица. По словам обозревателя, Ога де Блика-младшего, он был поклонником творчества Макфарлейна, однако его работа над «Torment» не удалась.

## Коллекционные издания
| Название            | Включенные выпуски            | Дата                                                                                          | ISBN                                                     |
| ------------------- | ----------------------------- | --------------------------------------------------------------------------------------------- | -------------------------------------------------------- |
| Spider-Man: Torment | Peter Parker: Spider-Man #1-5 | июль 1997 (мягкая обложка) декабрь 1997 (твёрдая обложка) июль 2009 (Marvel Premiere Classic) | ISBN 0-87135-805-0 ISBN 0-7522-0385-1 ISBN 0-7851-3791-2 |